# O pobo da noite
O pobo da noite é uma antologia poética, publicada por Manuel Rivas em 1996 com a Editorial Xerais, conjuntamente com um CD onde o autor recita 12 dos poemas que contém dita obra. Consiste numa seleição realizada pelo próprio Rivas da poesia publicada por ele entre 1980 e 1995. Concretamente, os poemas que podemos encontrar nesta obra pertencem as seguintes obras:
- ‘‘Livro do Entroido’’ (1980). O poema ‘‘Pra escarnho e mal dizer’’ foi Prêmio de Poesia Nova de O Facho.
- ‘‘Balada nas Praias do Oeste’’ (1985)
- ‘‘Mohicania’’ (1986)
- ‘‘Ningún cisne’’ (1989). Prêmio Leliadoura.
- ‘‘Costa da Morte Blues’’ (1995)